# Konstantínos Kourouniótis
Konstantínos Kourouniótis (grec moderne : Κωνσταντίνος Κουρουνιώτης), né en 1872 à Chios et mort en février 1945 à Athènes, est un archéologue classique grec.

## Biographie
Il effectue ses études d'archéologie à l'université d'Iéna et devient en 1890 membre du Corps Saxonia Jena. Il obtient en 1893 un doctorat de philologie à l'Université Louis-et-Maximilien de Munich.
Au cours de son importante carrière dans le service archéologique, il commence comme curateur des sites archéologiques puis est nommé directeur du Musée national archéologique d'Athènes. Il prend part à de nombreuses fouilles, notamment à Milos, Anticythère, Olympie et Éleusis. Il élucide cette année-là le fonctionnement de la meule à trémie, qui joua un si grand rôle dans la Grèce antique
En 1902, il est chargé par la Société archéologique d'Athènes de l'exploration archéologique systématique de la région autour du temple d'Apollon à Bassae qu'il a découvert. À partir de 1917, il participe à l'étude du sanctuaire de Déméter à Éleusis.
Il est élu en 1929 à l'Académie d'Athènes.

## Publications
- Herakles mit Halios geron und Triton auf Werken der älteren griechischen Kunst, Munich, 1893.
- Κατάλογος του Μουσείου Λυκοσούρας, Athènes, 1911.